# Theo Middelkamp
Theo Middelkamp (Nieuw-Namen, 23 de febrer de 1914 - Kieldrecht, 2 de maig de 2005) va ser un ciclista neerlandès que fou professional entre 1935 i 1951.
Fou el primer neerlandès a guanyar una etapa al Tour de França. Mai no havia vist la muntanya ni s'havia enfrontat a cap etapa de muntanya. Sempre anava en una bicicleta amb una sola marxa. Amb tot, el 14 de juliol de 1936 va guanyar l'etapa entre Aix-les-Bains i Grenoble, superant el Coll del Galibier. Va acabar el 23è de la general. El 1937 va haver d'abandonar després d'una caiguda. El 1938 va guanyar la setena etapa i va obtenir un premi de 5.000 francs, molt menys del que guanyava a les curses de Flandes, per la qual cosa decidí no participar mai més al Tour i especialitzar-se en les clàssiques.
La seva carrera fou interrompuda per la Segona Guerra Mundial, en el transcurs de la qual es va guanyar la seva vida com a contrabandista, però fou agafat i empresonat.
El 1946 un incident mecànic li va impedir guanyar el Campionat del Món. El 1947, a Reims, aconsegueix ser el primer neerlandès a conquerir el Campionat del Món de Ciclisme.
El 1951 es va retirar i es va dedicar a la restauració a Kieldrecht (Bèlgica).

## Palmarès
- 1934
  -  Campió d'Holanda d'independents
- 1935
  - 1r al Stadsprijs Geraardsbergen
- 1936
  - 1r del Gran Premi Stad Vilvoorde
  - Vencedor d'una etapa al Tour de França
  -  Medalla de bronze al Campionat del Món de ciclisme
- 1937
  - 1r del Critèrium de Namur
- 1938
  -  Campió dels Països Baixos en ruta
  - 1r al Gran Premi Gran Premi 1r de maig d'Hoboken
  - Vencedor d'una etapa al Tour de França
- 1939
  - 1r del Gran Premi del Nord de Flandes
- 1943
  -  Campió dels Països Baixos en ruta
- 1945
  -  Campió dels Països Baixos en ruta
  - 1r al Premi Nacional de Clausura
- 1946
  - 1r al Gran Premi Stad Sint-Niklaas
- 1947
  -  Campió del Món de ciclisme
  - 1r al Circuit de les Muntanyes Flamenques
  - 1r del Premi Victor Standaert
- 1948
  -  Campió dels Països Baixos de fons
  - 1r al Circuit de Flandes Oriental
- 1949
  - 1r del Critèrium de Namur
  - 1r del Critèrium de Waremme
- 1950
  -  Campió dels Països Baixos de fons
  -  Medalla de plata al Campionat del Món de ciclisme

### Resultats al Tour de França
- 1936. 23è de la classificació general i vencedor d'una etapa
- 1937. Abandona (5a etapa)
- 1938. 42è de la classificació general i vencedor d'una etapa